# Ljubelj Kalnički
Ljubelj Kalnički falu Horvátországban, Varasd megyében. Közigazgatásilag Ljubešćicához tartozik.

## Fekvése
Varasdtól 20 km-re délkeletre, községközpontjától 6 km-re keletre a Kemléki-hegység völgyében fekszik.

## Története
Lakosságát 1910-ben számlálták meg először önállóan, ekkor 86 lakosa volt. 1920-ig Varasd vármegye Novi Marofi járásához tartozott, majd a Szerb-Horvát Királyság része lett. Lakosságának maximumát 1961-ben érte el 281 fővel. 2001-ben a falunak 53 háza és 150 lakosa volt.

## Nevezetességei
- Szent Borbála tiszteletére szentelt kápolnája.
- Népi építészet.

## Külső hivatkozások
- A község hivatalos oldala
- Varasd megye kulturális emlékei[halott link]